# Уже скучаю по тебе
«Уже скучаю по тебе» (англ. Miss You Already) — британский романтический комедийно-драматический фильм режиссёра Кэтрин Хардвик, в главных ролях Дрю Бэрримор и Тони Коллетт. Премьера фильма состоялась на кинофестивале в Торонто, 12 сентября 2015 года.

## Сюжет
Милли и Джесс лучшие подруги, они знакомы почти всю жизнь. Когда им исполняется за сорок, их отношениям предстоит пройти испытание на прочность, когда Милли серьёзно заболевает.

## В ролях
- Дрю Бэрримор — Джесс
- Тони Коллетт — Милли
- Доминик Купер — Кит
- Пэдди Консидайн — Джаго
- Жаклин Биссет — Миранда
- Фрэнсис де ла Тур — Джилл

## Производство
Съёмки начались 7 сентября 2014 года в Лондоне, а позже также проходили в Норт-Йорк-Мурс, Англия.

## Критика
Фильм получил положительные отзывы от критиков. На сайте «Rotten Tomatoes», у фильма есть 70% рейтинг на основе 102 отзывов, со средней оценкой 6/10. Консенсус сайта гласит: «Твёрдый сценарий и талантливые актёры часто являются достаточно мощной силой, чтобы сделать фильм великолепным». «Metacritic», сообщил о 59 из 100 балов, основываясь на 24 отзывах, указывая на «смешанные или средние отзывы».